# Rudolf Enderlein

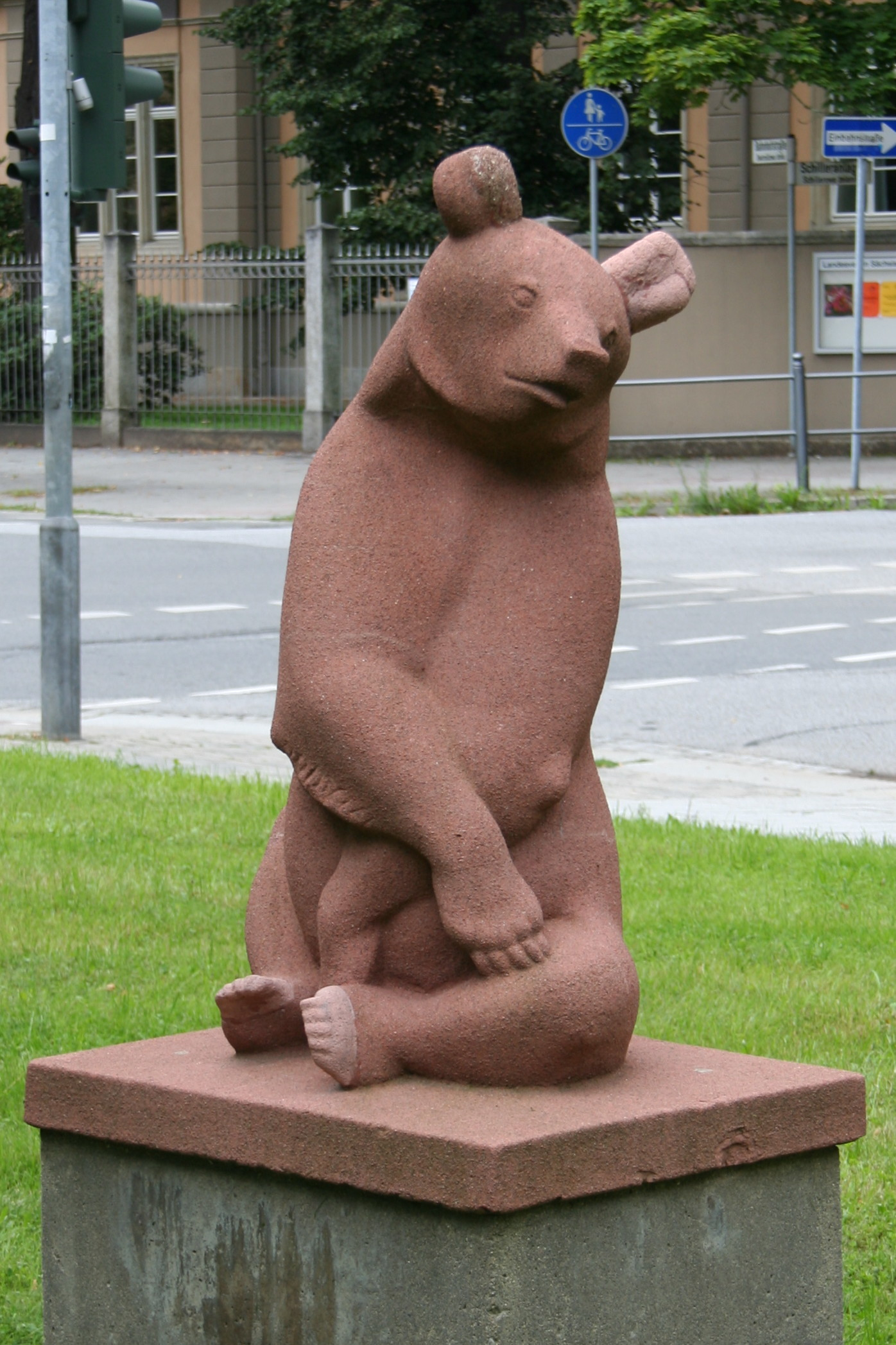
Sitzender Bär, o. J. Bautzen, Wallstraße

Rudolf Enderlein (* 21. Februar 1908 in Dresden; † 10. September 1985 in Bautzen) war ein deutscher Bildhauer in der Lausitz.

## Leben
Rudolf Enderlein verbrachte seine Kindheit und Jugend in Dresden und ab 1915 in Gnaschwitz bei Bautzen.
Schon frühzeitig begann Enderlein Tierskulpturen aus Holz zu schnitzen, Beispiele stammen bereits aus der Zeit um 1917. Seine künstlerische Begabung auch zum Beruf zu machen, darauf musste er zunächst jedoch verzichten. Auf Wunsch seiner Eltern ließ er sich ab 1922 zum Schlosser ausbilden, und im Anschluss daran begann er 1925 in Bautzen eine Lehre als Holzschnitzer.

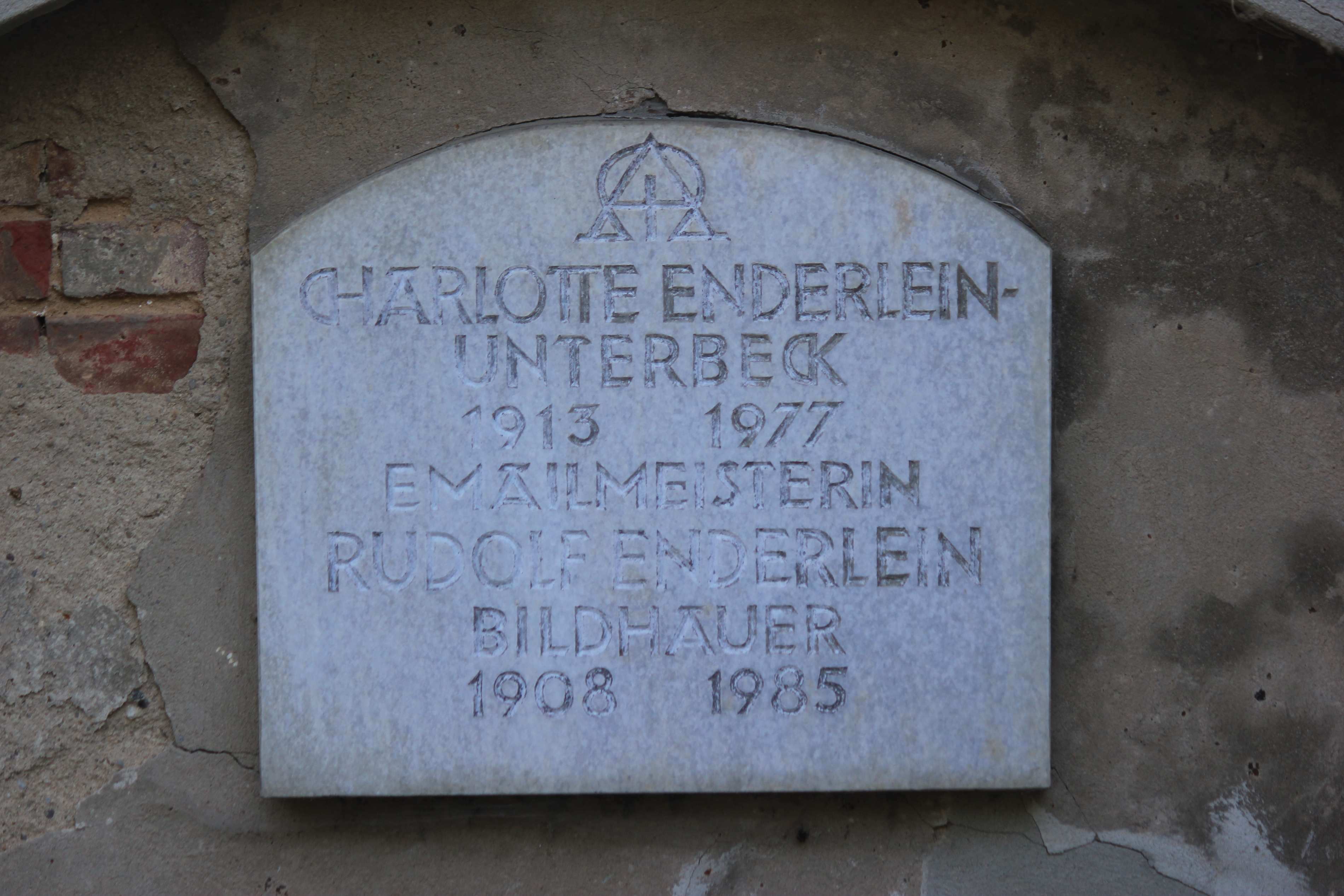
Grabstätte auf dem Protschenberg in Bautzen

Von 1930 bis 1931 nahm Enderlein Unterricht an der Holzschnitzschule Bad Warmbrunn (Niederschlesien) bei Professor Cirillo Dell’Antonio. Ab 1932 hielt er sich in der Schweiz auf, besuchte ab 1933 für vier Semester die Kunstgewerbeschule Basel. Dort war er Schüler von Otto Meier (1901–1982) und arbeitete mit Beate Gasser, Josef Nauer und Paul Bay zusammen. Studienreisen führten ihn nach Paris, England, Holland, Belgien und Italien.
1935 kehrte Enderlein nach Deutschland zurück und arbeitete seitdem freischaffend als Bildhauer in Bautzen. In der Zeit des Nationalsozialismus war er obligatorisch Mitglied der Reichskammer der bildenden Künste. Für diese Zeit ist seine Teilnahme an sechs großen Ausstellungen sicher belegt, darunter 1940 die Große Deutsche Kunstausstellung in München.
Enderlein nahm als Soldat der Wehrmacht am Zweiten Weltkrieg teil. Nach der Rückkehr aus der Kriegsgefangenschaft beteiligte er sich ab 1946 in Bautzen an der Beseitigung der Kriegsschäden, so restaurierte er in der Ortenburg etwa die Stuckdecke im Audienzsaal sowie am Turm das Matthias-Corvinus-Denkmal. Zudem nahm er Außenstuckergänzungen an Hausfassaden in der Altstadt vor. Enderlein war Mitglied der Künstlerischen Produktionsgenossenschaft Neue Form (KPG) in Seidewinkel, die Auftragsarbeiten insbesondere für den öffentlichen Raum und für repräsentative Objekte machte.
Er war seit August 1940 mit der Schmuckdesignerin Charlotte Unterbeck († 1977) aus Leipzig verheiratet. Beide wurden auf dem Protschenbergfriedhof in Bautzen begraben.

## Werke
Rudolf Enderlein schuf Büsten, Kleinplastiken und -skulpturen, insbesondere Tierdarstellungen, aus Steinguss, Bronze, Gipsguss, Holz und Ton. Zahlreiche seiner Werke bereichern das Straßenbild unter anderem in den Städten Bautzen, Görlitz, Hoyerswerda und Berlin.

### Werkauswahl

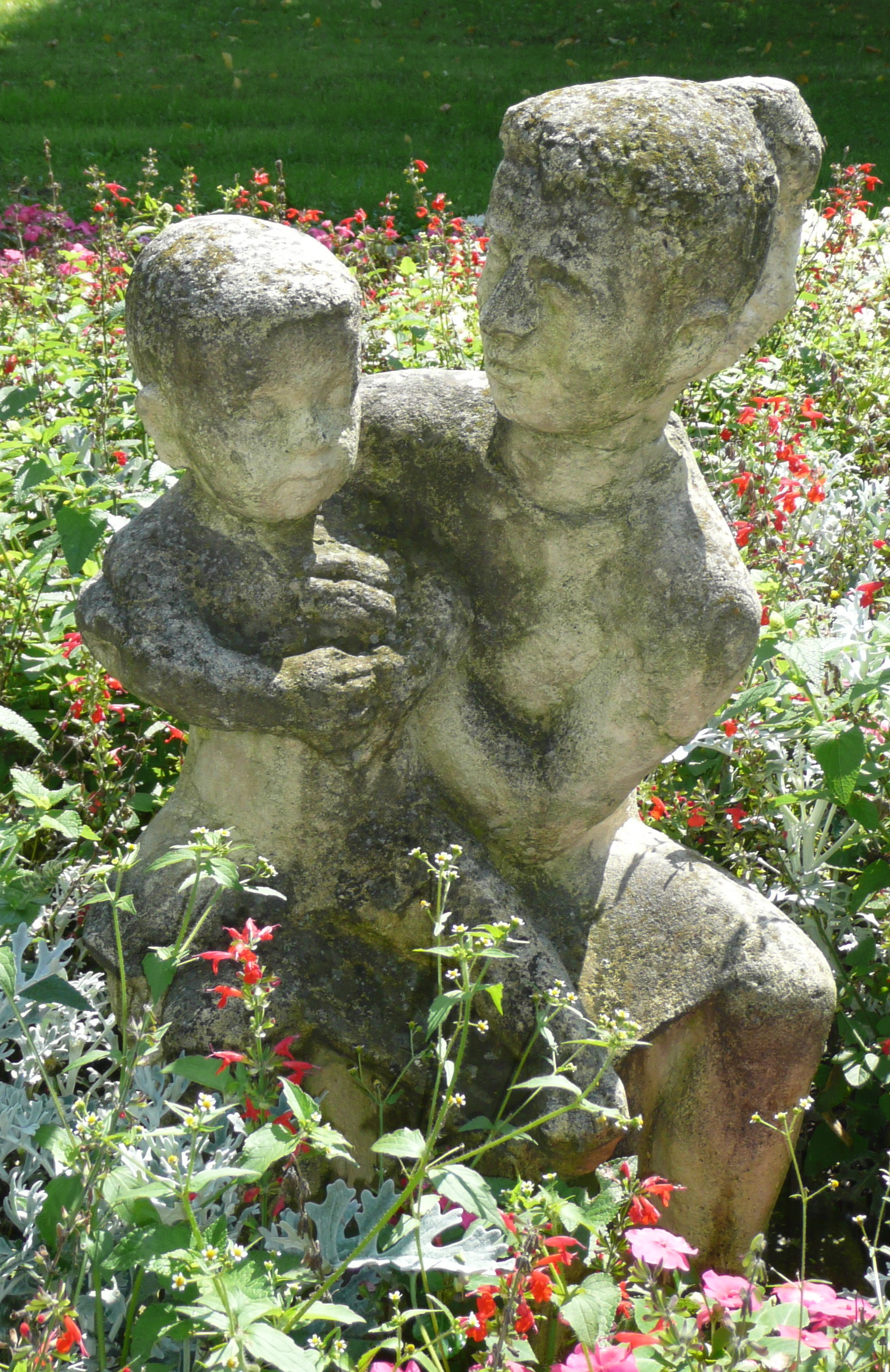
Geschwisterpaar, 1962. Bautzen, Wallstraße

- Streitende junge Bären (Zweifigurengruppe, Bronze, um 1940)[3]
- Lehrling, 1951 Foto auf Wikimedia Commons
- Jungbäuerin (1952, Relief, Gips, getönt; vormals in Doberschau)[4][5]
- Gotthold Schwele (Porträt-Büste; Sorbisches Kulturarchiv des Sorbischen Instituts)[6]
- Schalenbrunnen mit Figur Hygieia (Sandstein, 1956; Cottbus, Gelände des Krankenhauses, Thiemstraße 11)[7]
- Steinträger (Sandstein; Sorbisches Kulturarchiv des Sorbischen Instituts, Bautzen)[8]
- Die Bremer Stadtmusikanten, 1956  Foto
- Die Genesende, 1960 Foto
- Gänse, 1963 Foto
- Reihergruppe (Bronze)[9]
- Mädchen mit Schäferhund, 1966  Foto
- Jan Arnošt Smoler, 1968 Foto
- Dr. Maria Grollmuss (Porträtplastik; vor der Schule in Radibor)[10]
- Akrobaten, 1972 Foto

## Ausstellungen nach 1945 (unvollständig)
- 1948 und 1949:  2. und 3. Jahresausstellung Lausitzer Bildender Künstler in Bautzen[11] bzw. Görlitz[12]
- 1958: Einzelausstellung mit Marianne Britze im Museum Bautzen[13]
- 1972: Dresden, Bezirkskunstausstellung